# Coendou vestitus
El puercoespín enano (Coendou vestitus) es una especie de roedor de la familia Erethizontidae. Es endémica los Andes en Colombia, su hábitat natural es tropical en bosques entre 1.200 y 2.100 m altitud. No es fácil de estudiar, ya que solo se conocen de unos pocos especímenes y no se registró desde 1925 hasta 2005, cuando se encontró un ejemplar vivo en Villa de Leyva.
Este puercoespín es nocturno y arbóreo, se alimenta de hojas, brotes y frutos. La pérdida de hábitat lo amenaza gravemente e incluso puede extinguirse. Anteriormente catalogado como vulnerable, ahora se considera que registra datos deficientes. No se conoce de ninguna área protegida o medida de conservación.